# テラス (ブリティッシュコロンビア州)
テラス（英語：Terrace）は、カナダ・ブリティッシュコロンビア州の都市。キティマット・スティキーン地域の行政府が置かれている。スキーナ川にキッツムケイラム川が合流する地点の東側にあり、道路でのアクセスではスミザーズから南西に204km、プリンスルパートから東に144kmの位置にある。近隣の空港では、テラス・キティマット北西地域空港が南に5.6 kmの距離にある。

## 歴史
25,000年以上前に、スキーナ川が氷河を削りながら流れ河岸段丘（英語でTerrace。地名の由来となっている）を形成し、農業に適した水はけのよい砂質ローム質の土壌が堆積した。先住民であるキッツムケイラム族とキツァラス族が約6000年に亘りこの地域に居住し、1780年代に欧州からの毛皮貿易の探検者が訪れるようになった。